# San Antonio Riders
Els San Antonio Riders van ser una franquícia de futbol americà que participà en la World League de futbol americà durant els anys 1991 i 1992. L'equip jugà a l'Alamo Stadium el 1991 i al Bobcat Stadium el 1992. Amb la suspensió d'operacions de la competició de l'any 1992 l'equip va desaparèixer.